# Microsoft Wallet
Microsoft Wallet – program wyprodukowany przez firmę Microsoft służący do wykonywania zakupów przez internet i innych czynności takich jak przelewy bankowe. Jego praca polegała na przechowywaniu poufnych informacji użytkownika. Posiadał 128 bitowe szyfrowanie algorytmem AES. Został dodany do Microsoft Memphis BETA 1 i do Windows 98 i Windows 98 Wydanie drugie. Był składnikiem opcjonalnym w grupie programów internetowych wybieranych przy instalacji systemu lub później w panelu sterowania.